# 中華民國駐聖多美普林西比大使列表
本列表為中華民國駐聖多美普林西比歷任大使名錄。現已斷交。

## 歷任大使

### 中華民國驻聖多美和普林西比大使（1997年－2016年）
中華民國與聖多美普林西比於1997年5月6日建交，中華民國於5月24日在聖國首都聖多美設立大使館。2016年12月21日，兩國斷交。
| 姓名   | 到任          | 離任           | 外交衔级 | 外交职务     | 備註                  | 備註 |
| ------ | ------------- | -------------- | -------- | ------------ | --------------------- | ---- |
| 龔政定 | 1997年10月    | 1998年10月     | 大使     | 特命全权大使 | 驻 布吉納法索大使兼任 |      |
| 向延竚 | 1998年10月    | 2001年12月     | 大使     | 特命全权大使 |                       |      |
| 柯吉生 | 2002年1月21日 | 2005年2月21日  | 大使     | 特命全权大使 |                       |      |
| 楊清源 | 2005年2月26日 | 2008年5月6日   | 大使     | 特命全权大使 |                       |      |
| 陳忠   | 2008年5月6日  |                | 大使     | 特命全权大使 |                       |      |
| 程豫台 | 2012年3月9日  |                | 大使     | 特命全权大使 |                       |      |
| 何建功 | 2015年1月27日 | 2016年12月21日 | 大使     | 特命全权大使 |                       |      |